# 1997년 11월
| 1997년: 1월 · 2월 · 3월 · 4월 · 5월 · 6월 · 7월 · 8월 · 9월 · 10월 · 11월 · 12월 |

| <            | 1997년 11월 | 1997년 11월 | 1997년 11월 | 1997년 11월 | 1997년 11월 | >           |
| 일           | 월          | 화          | 수          | 목          | 금          | 토          |
|              |             |             |             |             |             | 1 10.2 정미 |
| 2 3 무신     | 3 4 기유    | 4 5 경술    | 5 6 신해    | 6 7 임자    | 7 8 계축    | 8 9 갑인    |
| 9 10 을묘    | 10 11 병진  | 11 12 정사  | 12 13 무오  | 13 14 기미  | 14 15 경신  | 15 16 신유  |
| 16 17 임술   | 17 18 계해  | 18 19 갑자  | 19 20 을축  | 20 21 병인  | 21 22 정묘  | 22 23 무진  |
| 23 24 기사   | 24 25 경오  | 25 26 신미  | 26 27 임신  | 27 28 계유  | 28 29 갑술  | 29 30 을해  |
| 30 11.1 병자 |             |             |             |             |             |             |

| 편집하기 |

## 1997년11월 21일
- 대한민국 정부가 국제통화기금에 구제금융을 요청했다.(IMF위기)
- 신한국당이 민주당과 통합하여 한나라당으로 출범했다.